# 横浜野村ビル
横浜野村ビル（よこはまのむらビル）は、神奈川県横浜市西区みなとみらいにあるオフィスビル。建築主は野村不動産、設計・施工は清水建設。
野村総合研究所（NRI）が横浜地区の拠点として、「横浜総合センター」を開設している。

## 概要
当ビルはみなとみらい地区内主要幹線道路のみなとみらい大通り沿い（同地区の46街区）に立地しており、同街区内のオフィスビル「横浜ブルーアベニュー」および「横浜アイマークプレイス」に隣接している（詳細は後節）。
国内最大級の基準階面積（4,000m2以上）を誇るオフィスビルとして開発され、2017年（平成29年）1月に竣工、翌2月13日には竣工式が執り行われている。
当ビルは発電機の廃熱を空調に利用したコージェネレーションシステムを導入するなどその高い環境性能により、グリーンビルディングとしてCASBEEのSランクやLEED Gold、DBJ Green Building認証の5つ星、SEGESの認証を取得している。2022年（令和3年）4月には三菱UFJ銀行によるグリーンローン（ノンリコースローン）を実行し、米モルガン・スタンレーの関連会社が組成する不動産私募ファンドにより設立されたピーピーエフエー・ジャパン・シックス特定目的会社（野村不動産グループがステークホルダーとして関与）が当ビルを取得した。
計画の発表から着工、完成までの経緯
2007年（平成19年）、同街区を対象に実施された開発事業者の公募で、4件あった提案の中から野村不動産と野村ホールディングスによる当ビルの計画（NOMURA横浜プロジェクト46）が選定された。この段階では2009年（平成21年）の着工、2011年（平成23年）の竣工および開業を予定しており、建物の高さも150m級（地上30階、外観のイメージパースも実際に完成したものと大きく異なる）の計画であった。しかしその後もなかなか着工には至らず、幾度も工期の延期と開発規模を含む計画の見直しが行われることとなる。
2000年代末期のこの頃はリーマン・ショックによる世界的な景気後退などの影響もあり、みなとみらい地区においても2008年3月にセガが複合娯楽施設の計画（55〜58街区）を中止にしたほか、開発事業者もしくは開発グループの一社の倒産により中止に追い込まれたモリモトによるオフィスビル開発（43街区南区画）や新港地区のアーバンリゾートホテル計画（4街区）、更には当ビルの開発計画と同時に選定されたCSKグループの本社ビル開発計画（43街区北区画）も2009年2月に中止となるなど、ちょうど計画・開発の中止が相次いだ時期に当たる（「横浜みなとみらい21#中止となった開発計画」も参照）。
当ビルの計画については中止となることはなかったが、2010年には2012年（平成24年）の着工予定に延期となり、さらに2014年3月時点の情報では同年（平成26年）の着工、2016年（平成28年）の竣工予定となっていた。また、建物の規模についても当初の高さ約150mから約130m（地上26階）、2010年時点で約109m（地上21階）と縮小発表が続き、実際に開発された当ビルの高さは89m（地上17階）となっている。
選定されてから実に7年間計画が動き出すことはなかったが、当ビルの開発に向けた準備工事として2014年9月1日より清水建設の施工で地中障害等の撤去工事に着手し、当ビルの建築計画に関する標識も設置された。そして当初の計画より約6年遅れとなる2015年（平成27年）3月に同社の施工で当ビルの本着工に至り、前述のとおり2017年（平成29年）1月には無事竣工を迎えている。
なお、竣工前の2016年12月には、清水建設がビル内の照明を使ったクリスマス窓文字演出を実施している。

## 災害対策・環境性能
当ビルは以下のBCP性能や環境性能を備えており、CASBEE SランクやSEGESなどの認証を取得している。
- 中間免震構造や中圧ガスによるデュアルフューエル式非常用発電機およびコージェネレーションシステムを採用し、BCP性能を高めている。
- 環境負荷の低い機器を導入。また高木を80本以上植え、低層部の一部において壁面緑化も実施している。
- 縦基調の外観デザインには自然換気フィンの機能を持たせており、外気を直接取り入れることにより中間期の空調負荷の低減を実現。また、雨水利用システムやエネルギーの見える化システムを採用[19][23]。

## 主なテナント

### オフィスエリア
冒頭の通り、野村総合研究所が横浜地区の拠点（オフィス）を中心として当ビル内に移転集約し、「横浜総合センター」を開設している。また同社の取り組みとして、社員が利用できる事業所内保育所（運営：テンプスタッフ・ウィッシュ）を当ビルの低層部テナントエリア（下記参照）にて2017年6月に開設している。

### 低層部テナント
低層部（地上1階部）には7つの商業店舗テナント等が入居（上記の事業所内保育所を含む、当初の8つのテナントは2017年6月開業）している。なお、北側と西側に4テナントずつ入居し、うち北側の1テナントは敷地内の別棟（当ビル屋外）に入っている。
テナントの詳細は公式サイトを参照
北側
- メガロス ルフレ（女性専用フィットネス/公式サイト） - 運営：野村不動産ライフ&スポーツ[28]
- セブン-イレブン（コンビニ/※平日のみ営業）
- R Baker（ベーカリーカフェ/公式サイト） - 敷地内の別棟に入居

西側
- 餃子の王様 龍吟（中華料理/2021年5月開業）[29]
- メレンゲ（ハワイアンカフェ・レストラン/公式サイト）
- ジープ横浜みなとみらい（自動車ショールーム/公式サイト/2022年7月開業） - ディーラー：シリウス[30]

閉店
- 青ゆず寅（和食〈魚河岸料理〉）
- BISTRO BARCO（洋食〈ラテン系肉料理〉）
- タリーズコーヒー（カフェ）

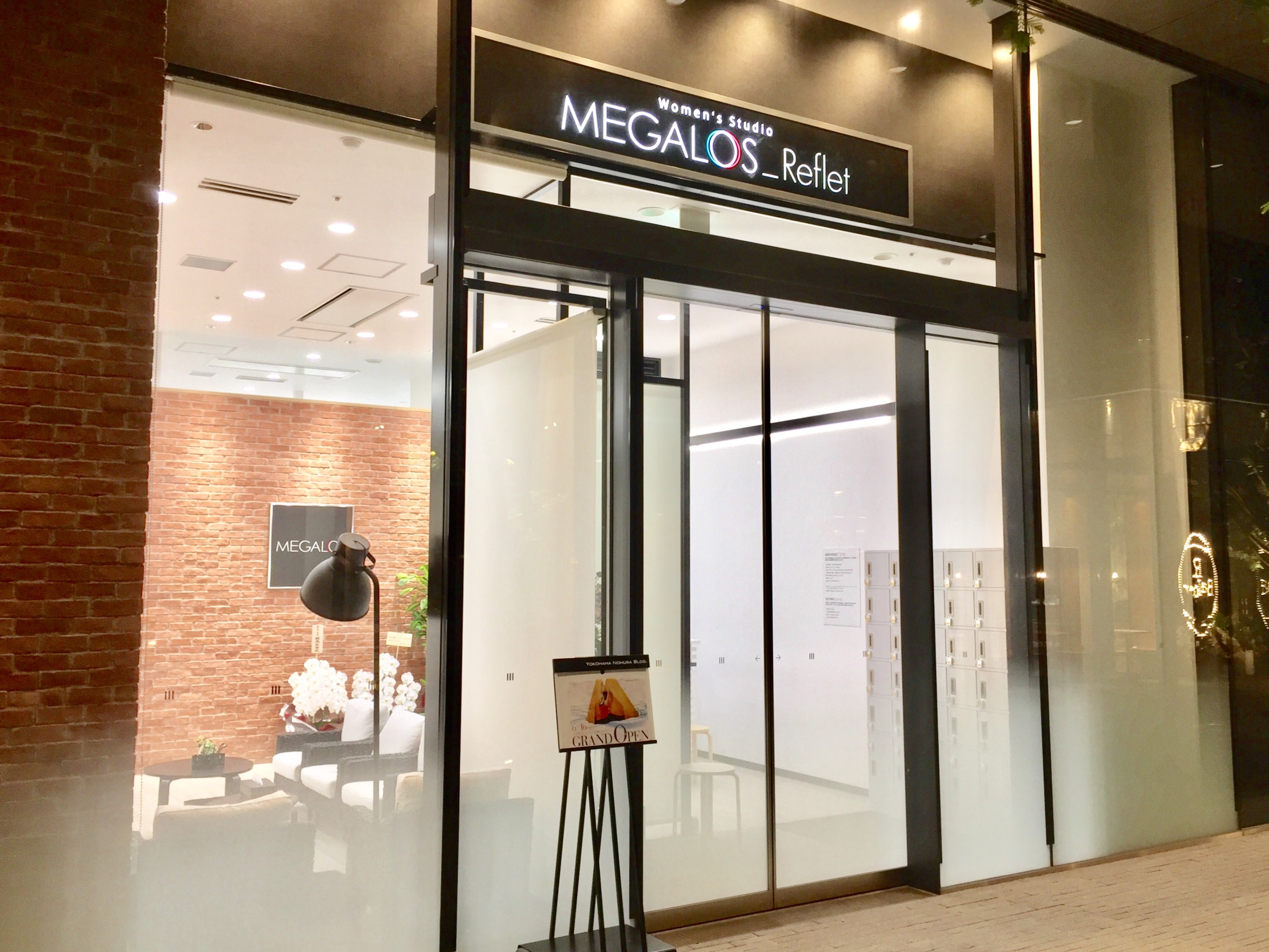
メガロス ルフレ みなとみらい （2017年6月撮影）
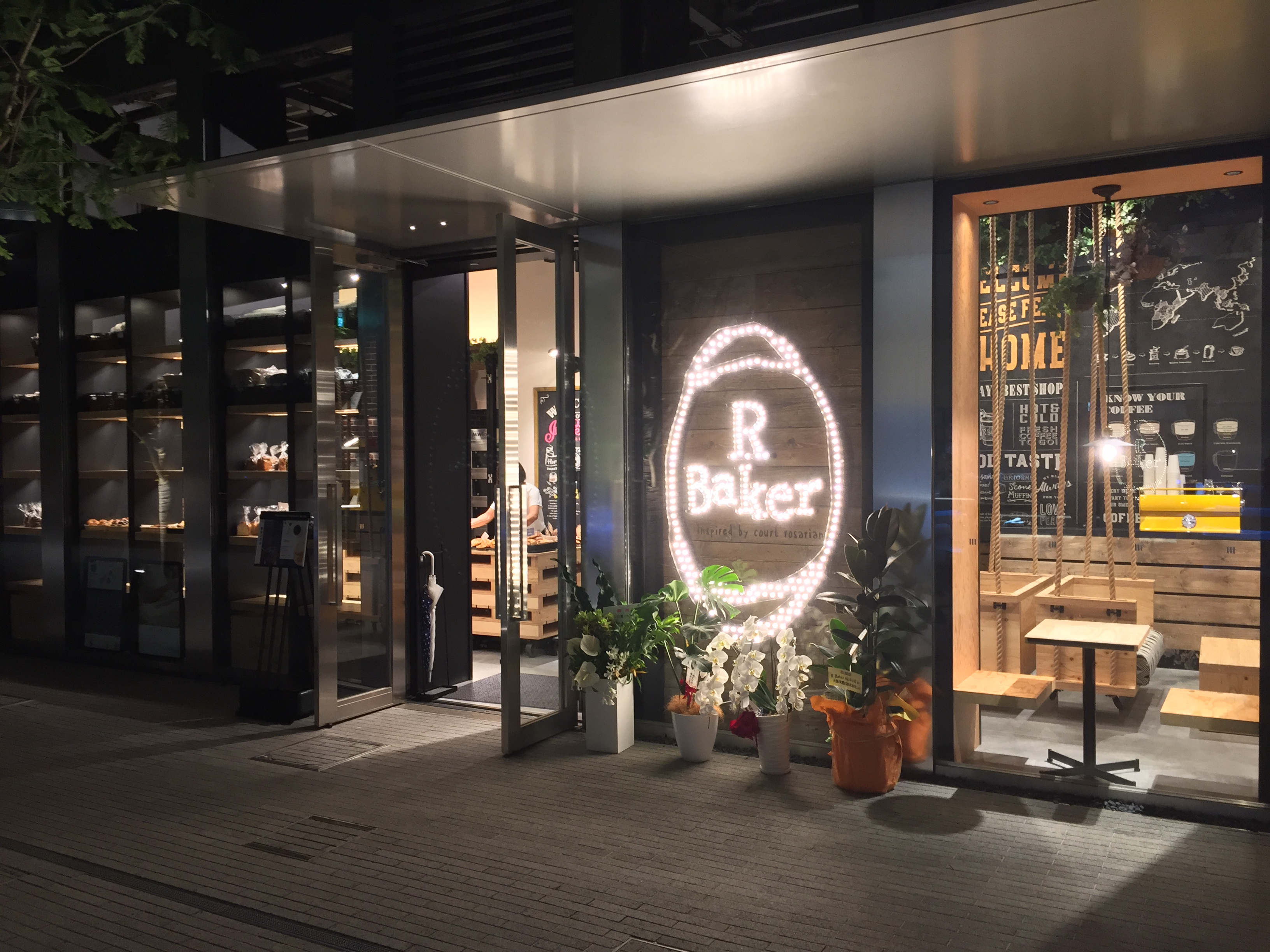
R Baker -Inspired by court rosarian （2017年6月撮影）
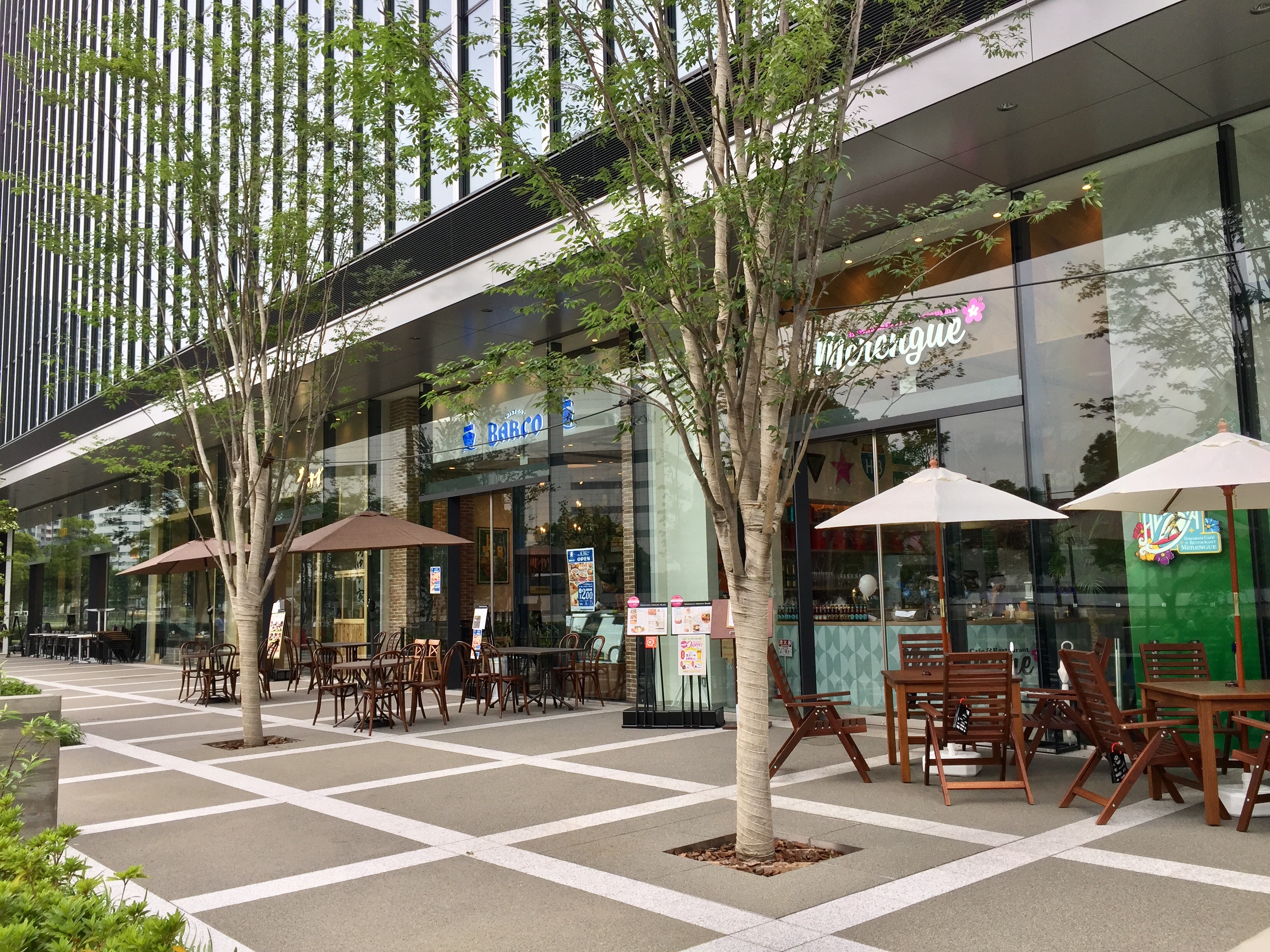
西側の飲食店エリア（メレンゲ、BISTRO BARCOなど） （2017年6月撮影）
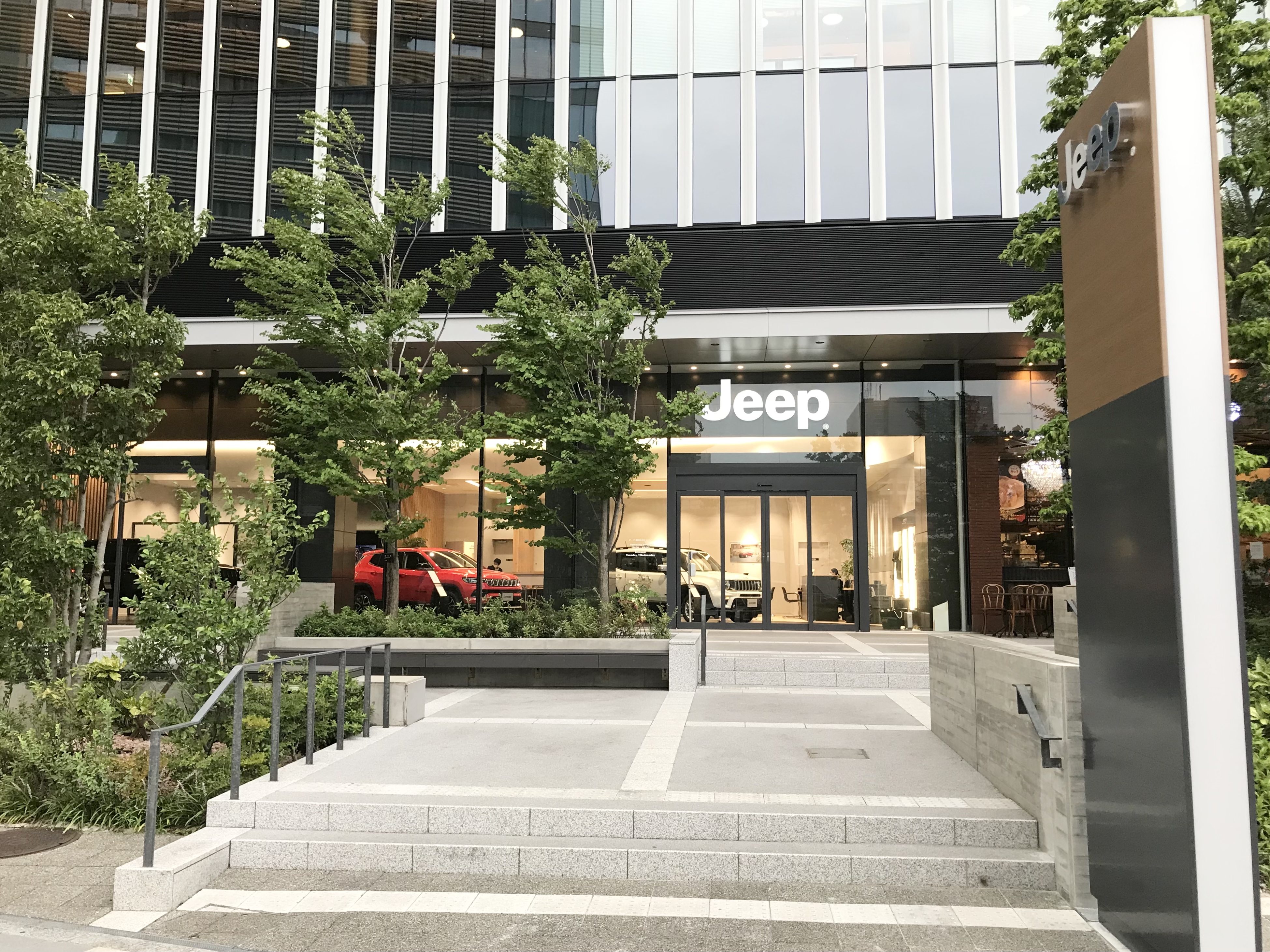
ジープ横浜みなとみらい （2022年9月撮影）

## アクセス
鉄道
- 横浜高速鉄道みなとみらい線
  - 「新高島駅」（3番：大通り臨港口）より徒歩4分程
  - 「みなとみらい駅」（1番：グランモール口）より徒歩7分程
- 横浜市営地下鉄ブルーライン「高島町駅」（2番出口）より徒歩10分程
- 横浜駅東口から徒歩15分圏内

## ギャラリー
ビルの外観（2017年5月）

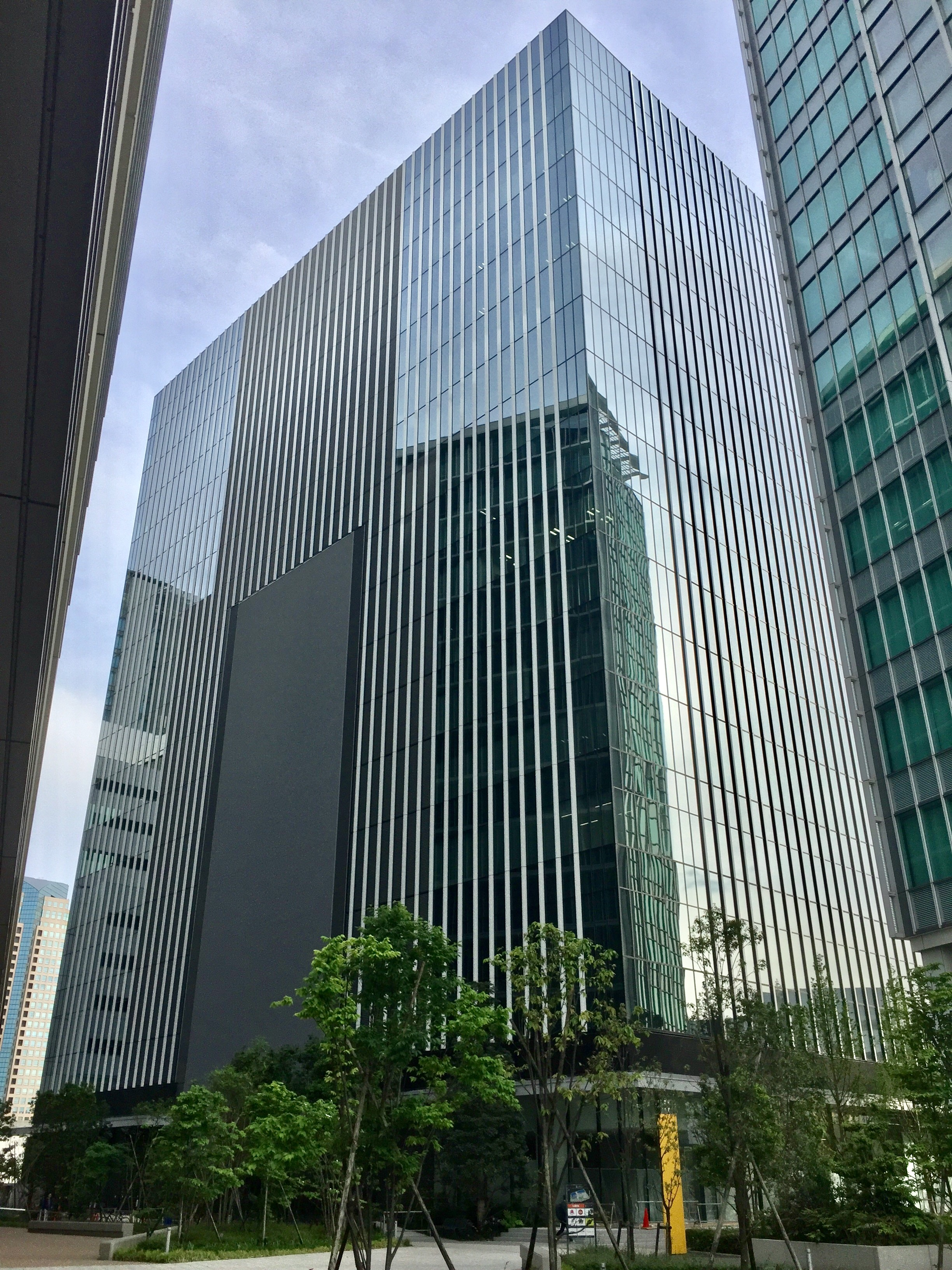
北東側（アイマークプレイス側）
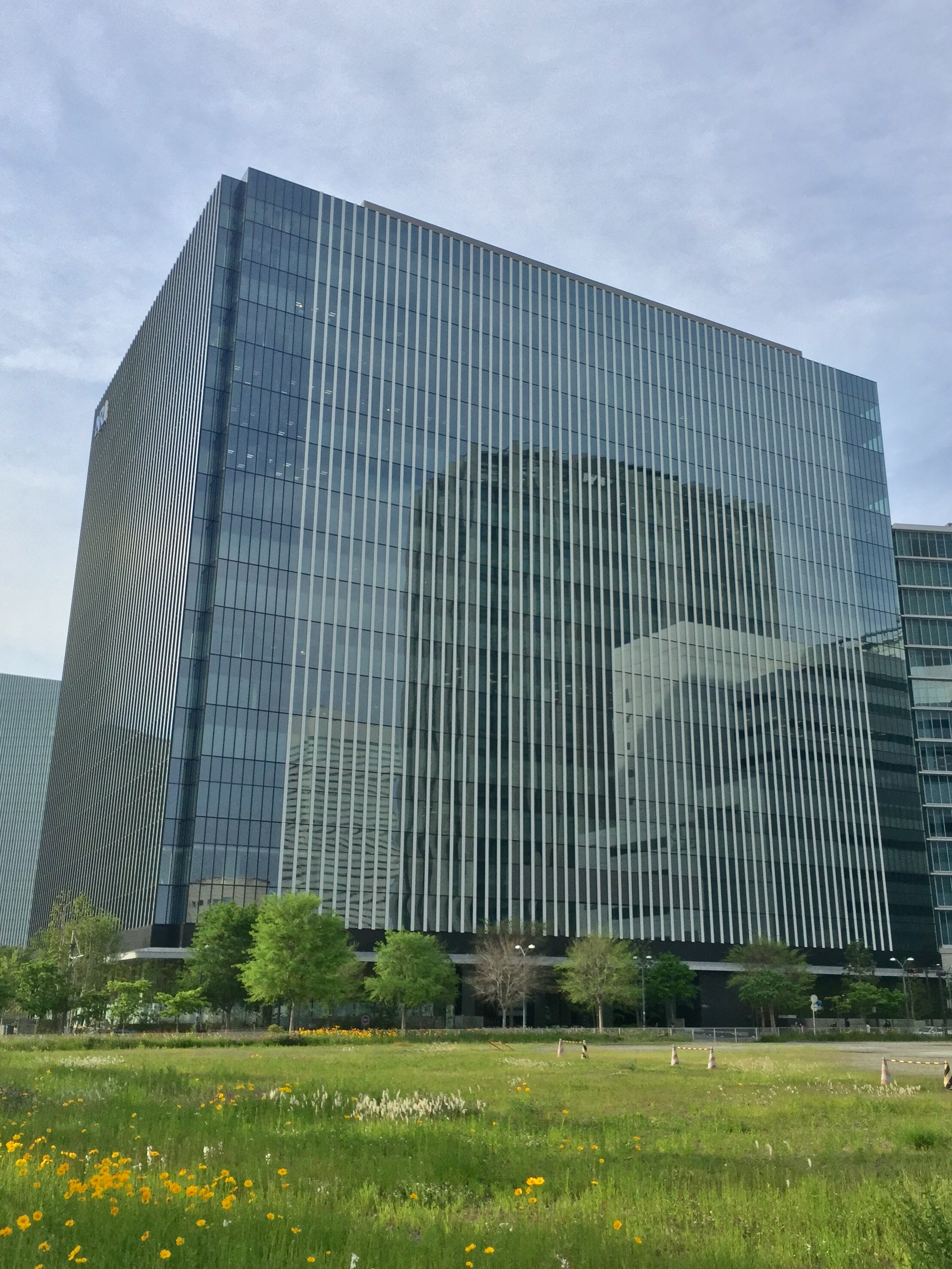
南東側（43街区側）
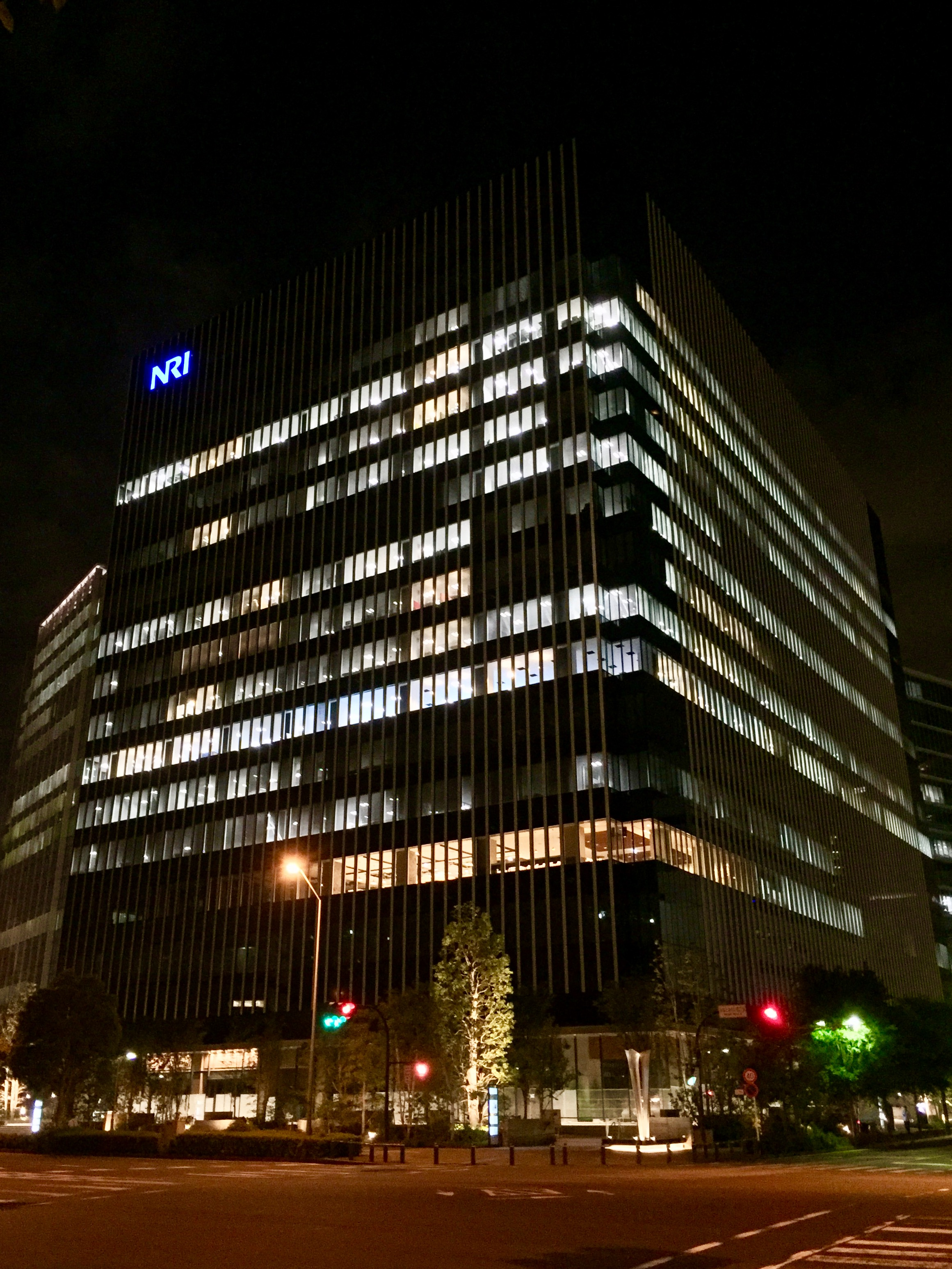
南西側、日没後の様子

低層部・オープンスペース（2017年5月〜6月）

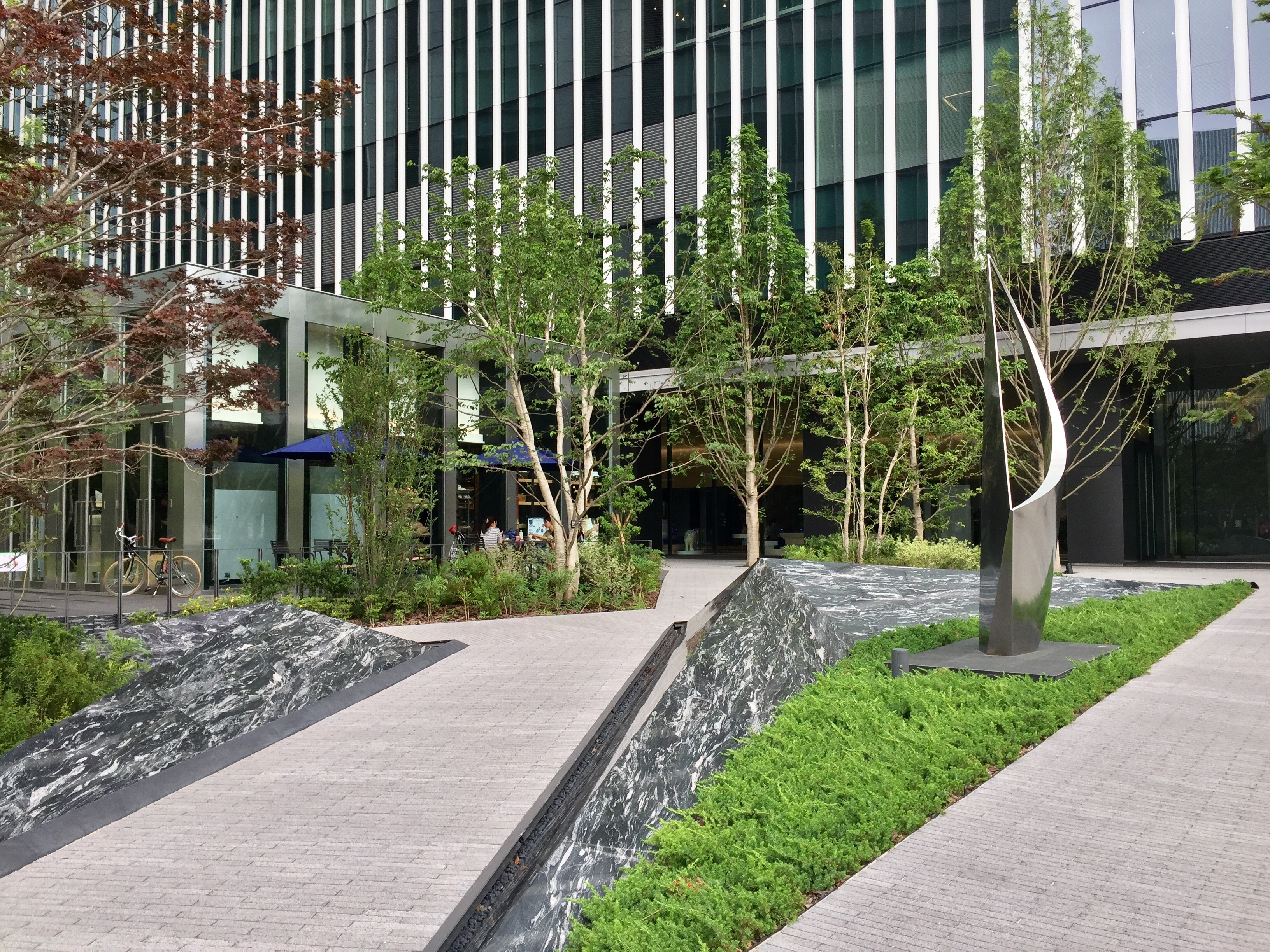
北西側（ブルーアベニュー側）のメインエントランス付近
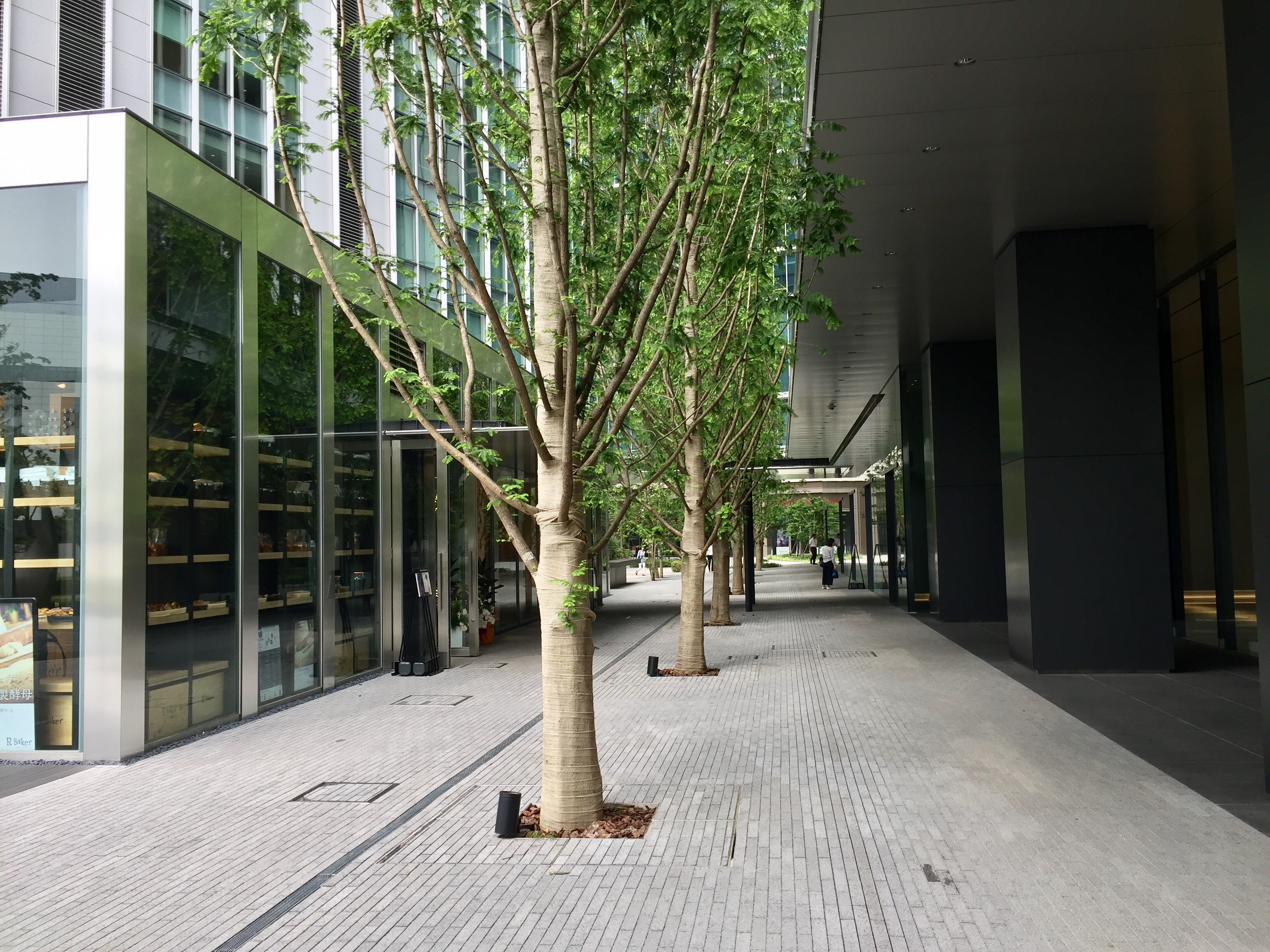
敷地内歩行者用通路（北西側の通路沿いには商業店舗も入居）
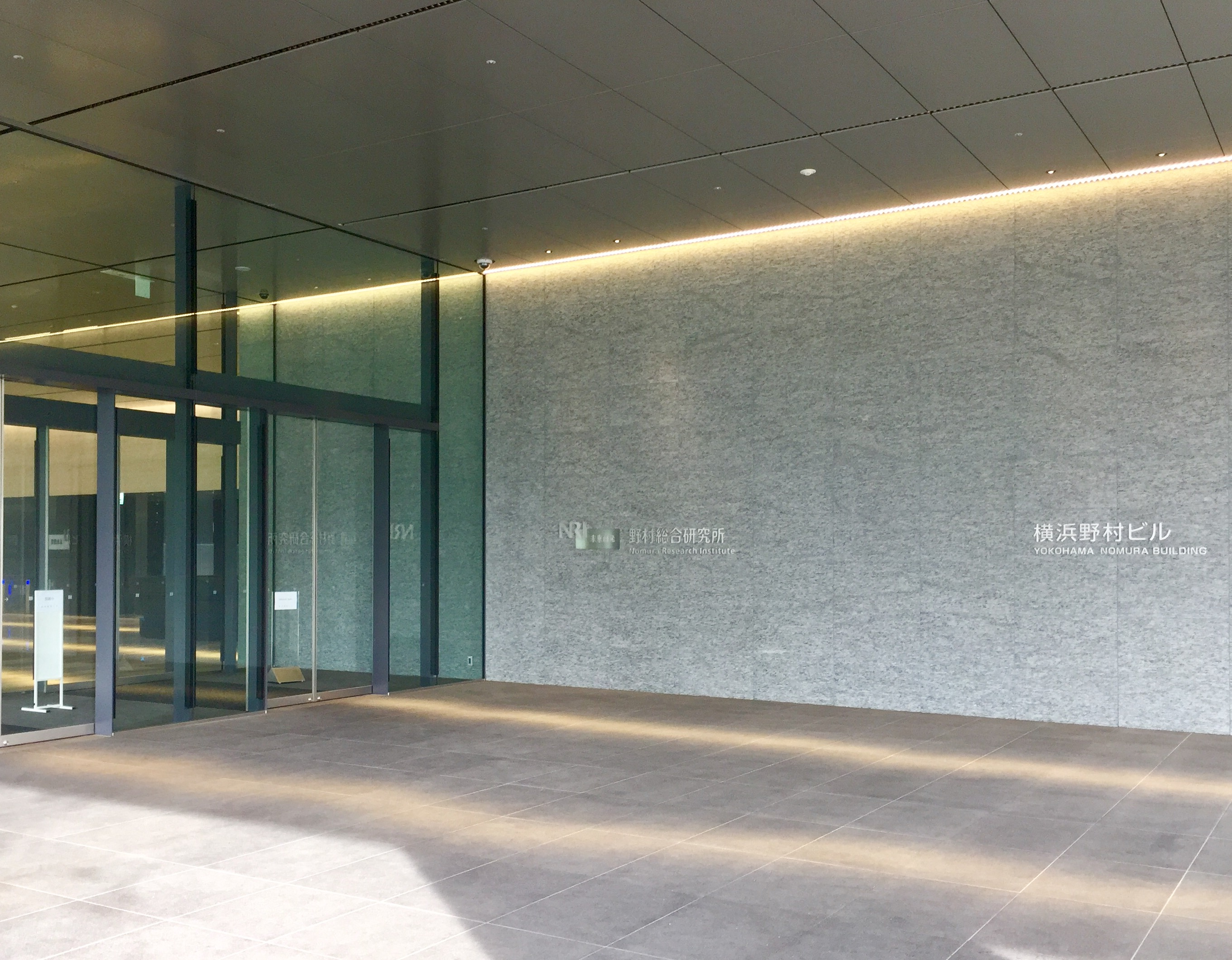
メインエントランス
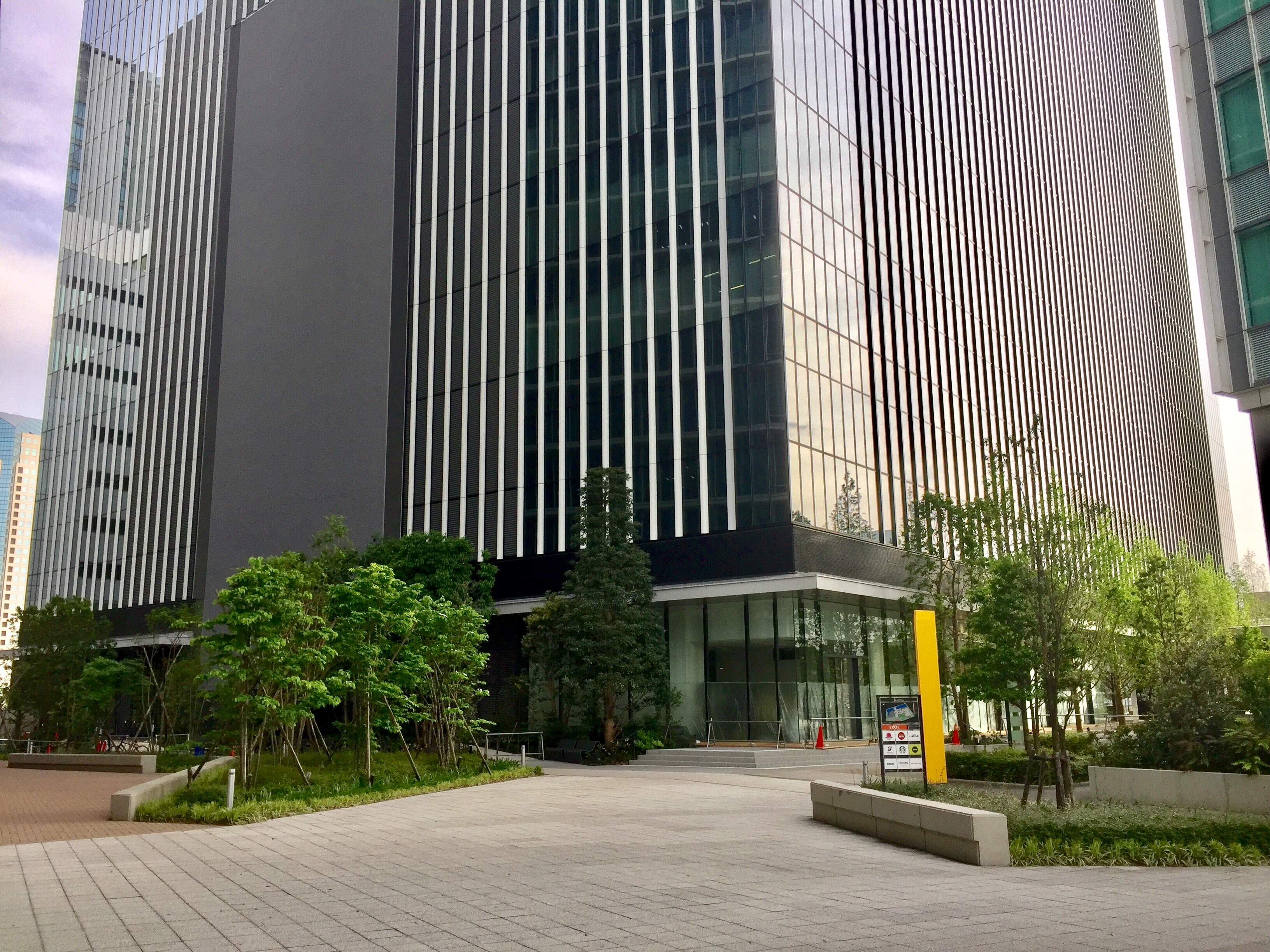
北東側（アイマークプレイス側）低層部、横浜ブルーアベニューも含めて3つのオフィスビルの結節点となっている
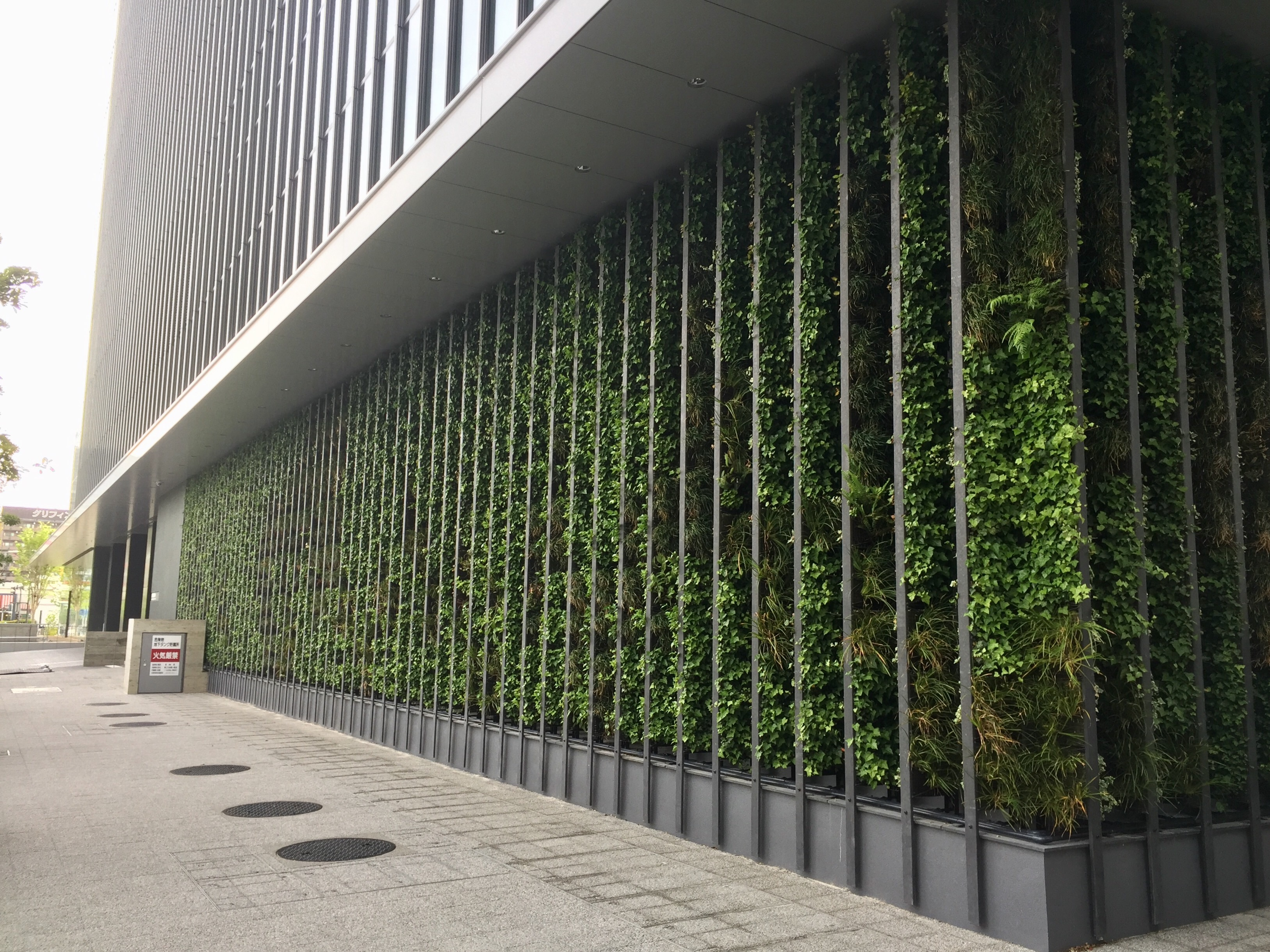
駐輪場がある南東側低層部では、壁面緑化を実施している
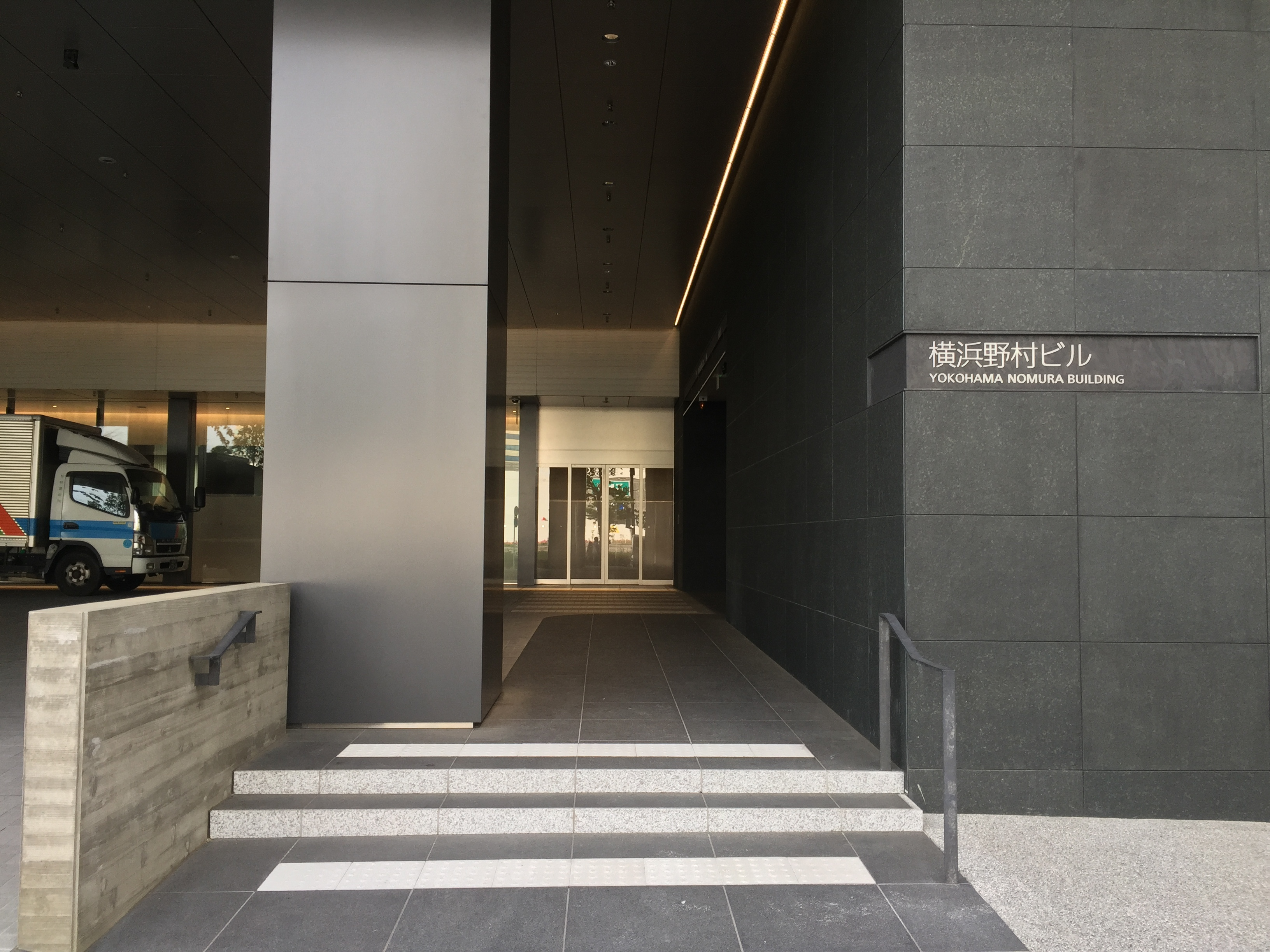
南東側の車両入場口
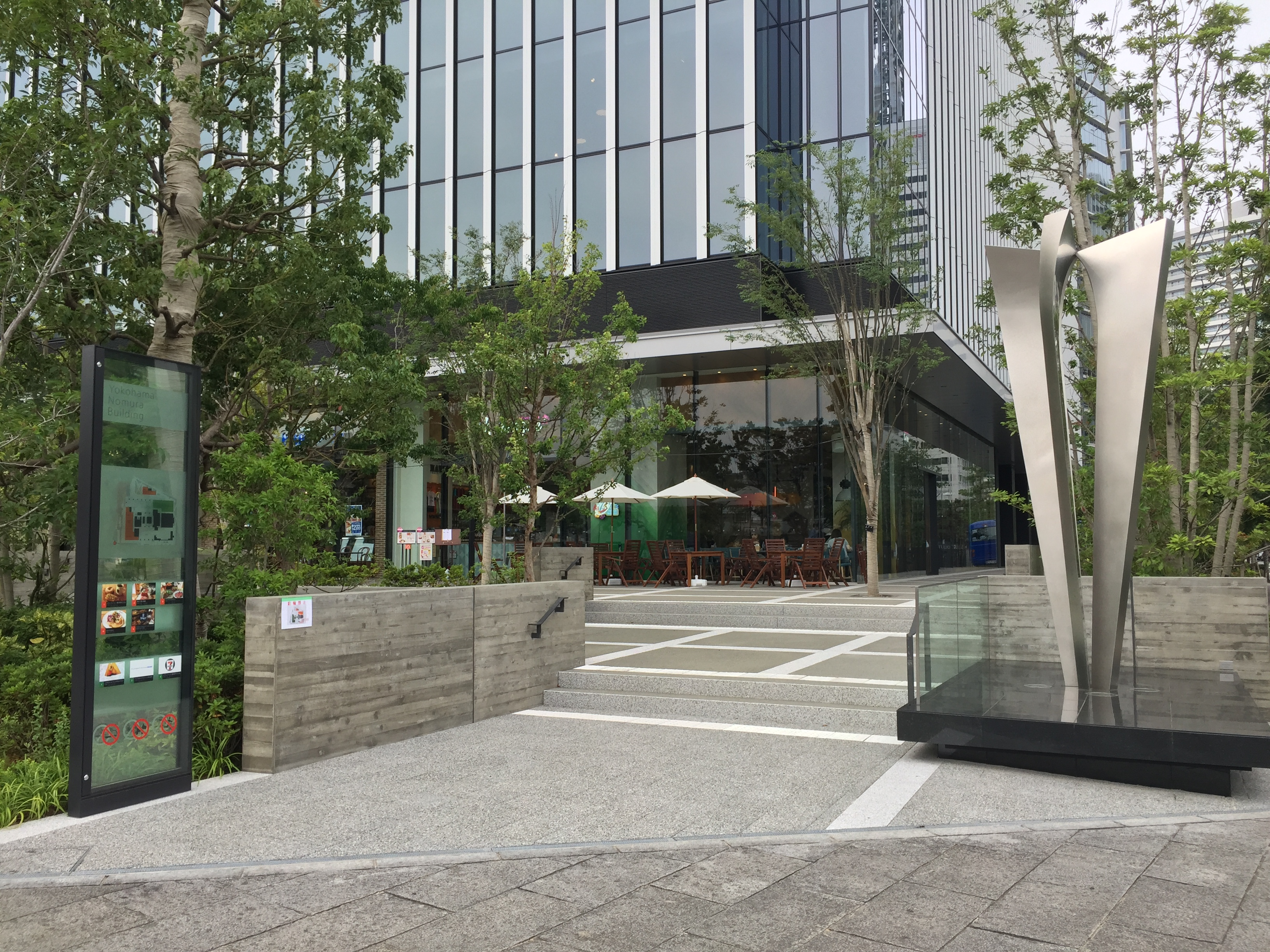
南西側（みなとみらい大通り側）の商業店舗エリア
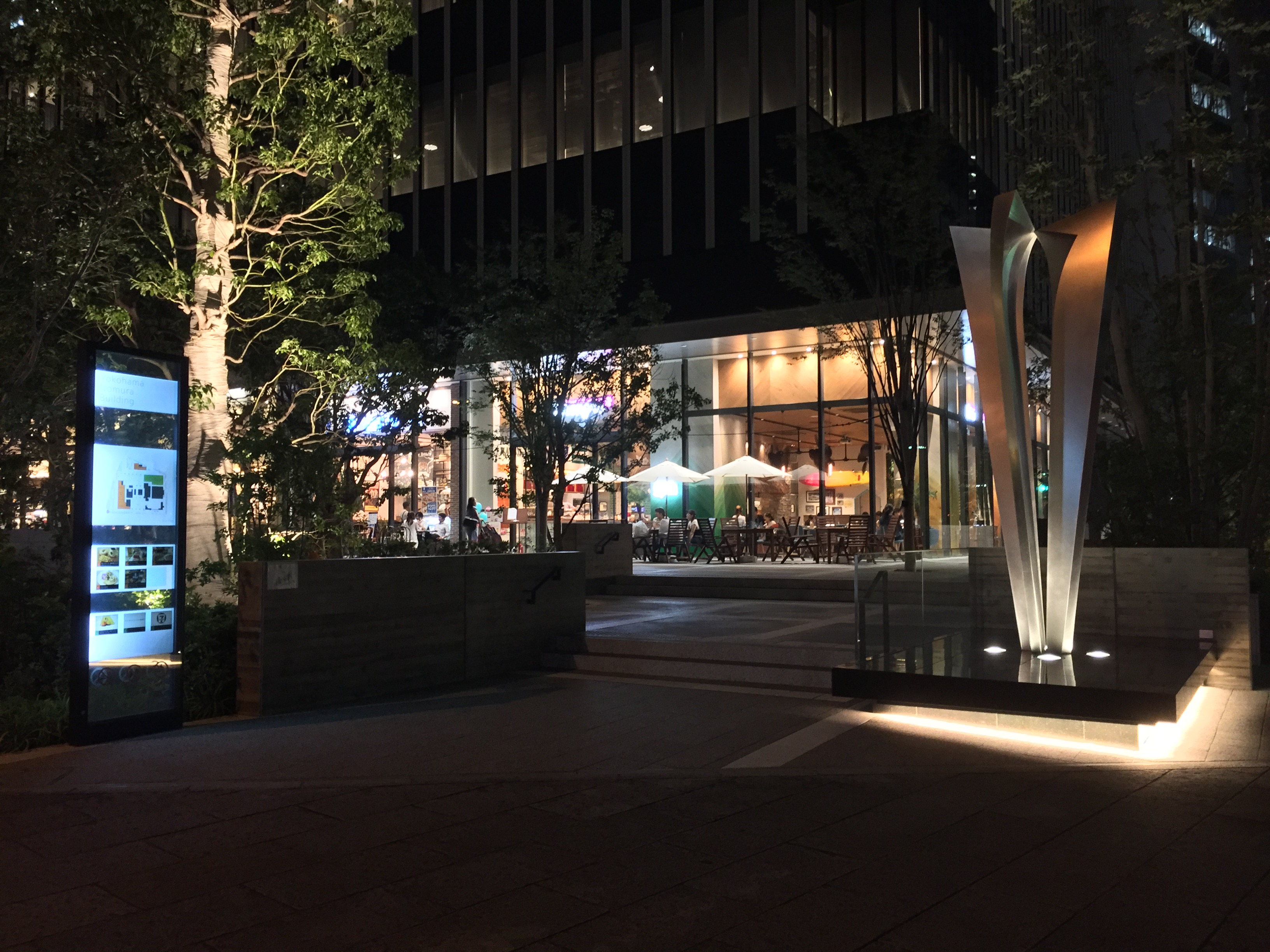
同じ場所の日没後の様子
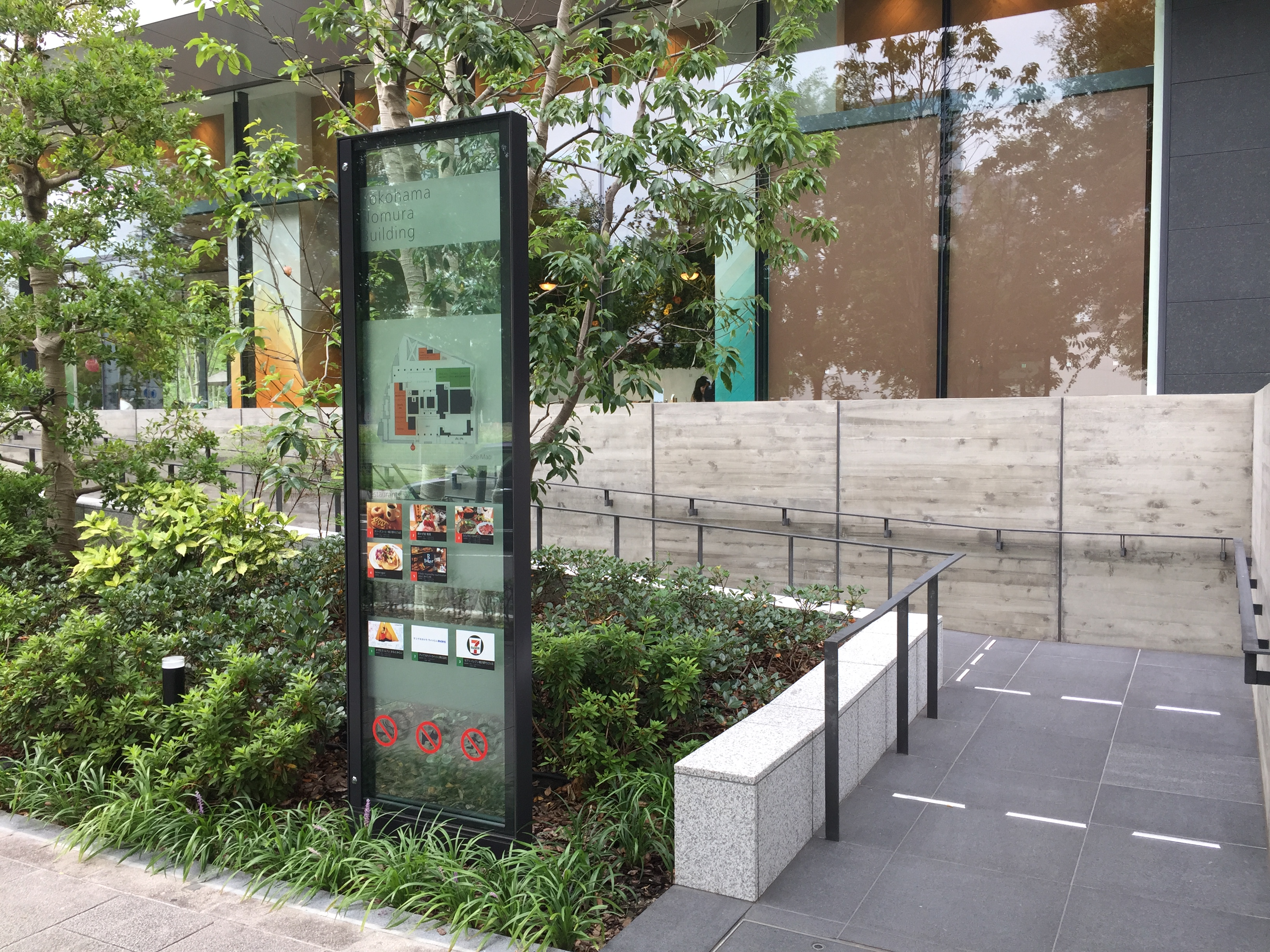
南西側の商業店舗エリアに続くバリアフリースロープ

## その他
みなとみらい地区の46街区は3区画に分かれており、当ビル（街区内の南西区画に位置する）の北側区画にはオフィスビル「横浜ブルーアベニュー」（2009年12月竣工/高さ84.3m）、東側区画（ジャックモール跡地）にはオフィスビル「横浜アイマークプレイス」（2014年3月竣工/高さ65.5m）が所在している。
また、みなとみらい大通りを挟んで向かい側の47街区（南区画）には村田製作所の研究開発拠点「みなとみらいイノベーションセンター」（2020年10月竣工/高さ99.95m）があるが、当ビル付近から同拠点に先行整備された2階デッキまで歩行者横断デッキを整備する計画もあり、将来的には桜木町駅方面（動く歩道から分岐）からデッキレベルで接続される見込みである。

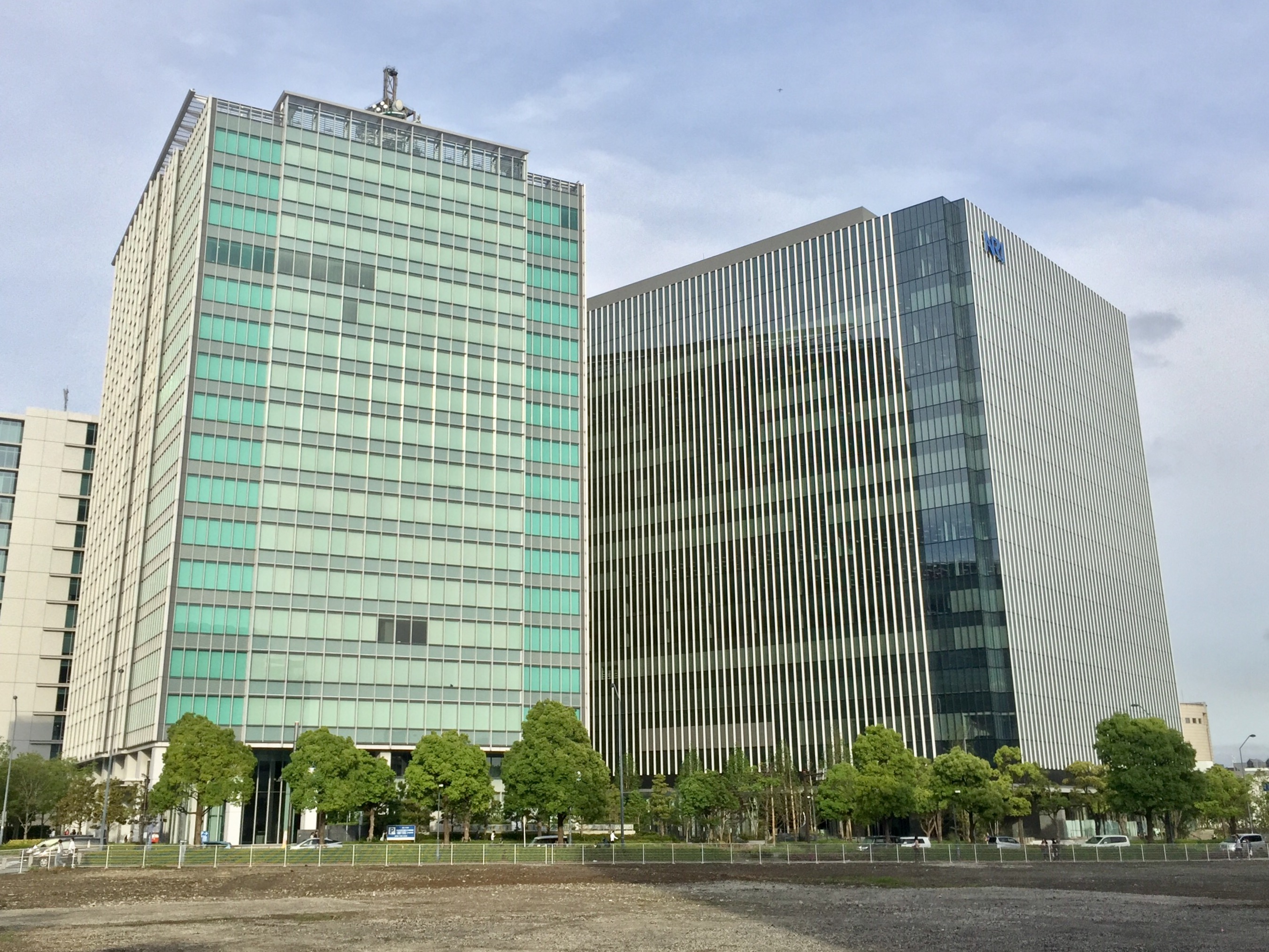
当ビルと横浜ブルーアベニュー （北西側より2017年5月撮影）
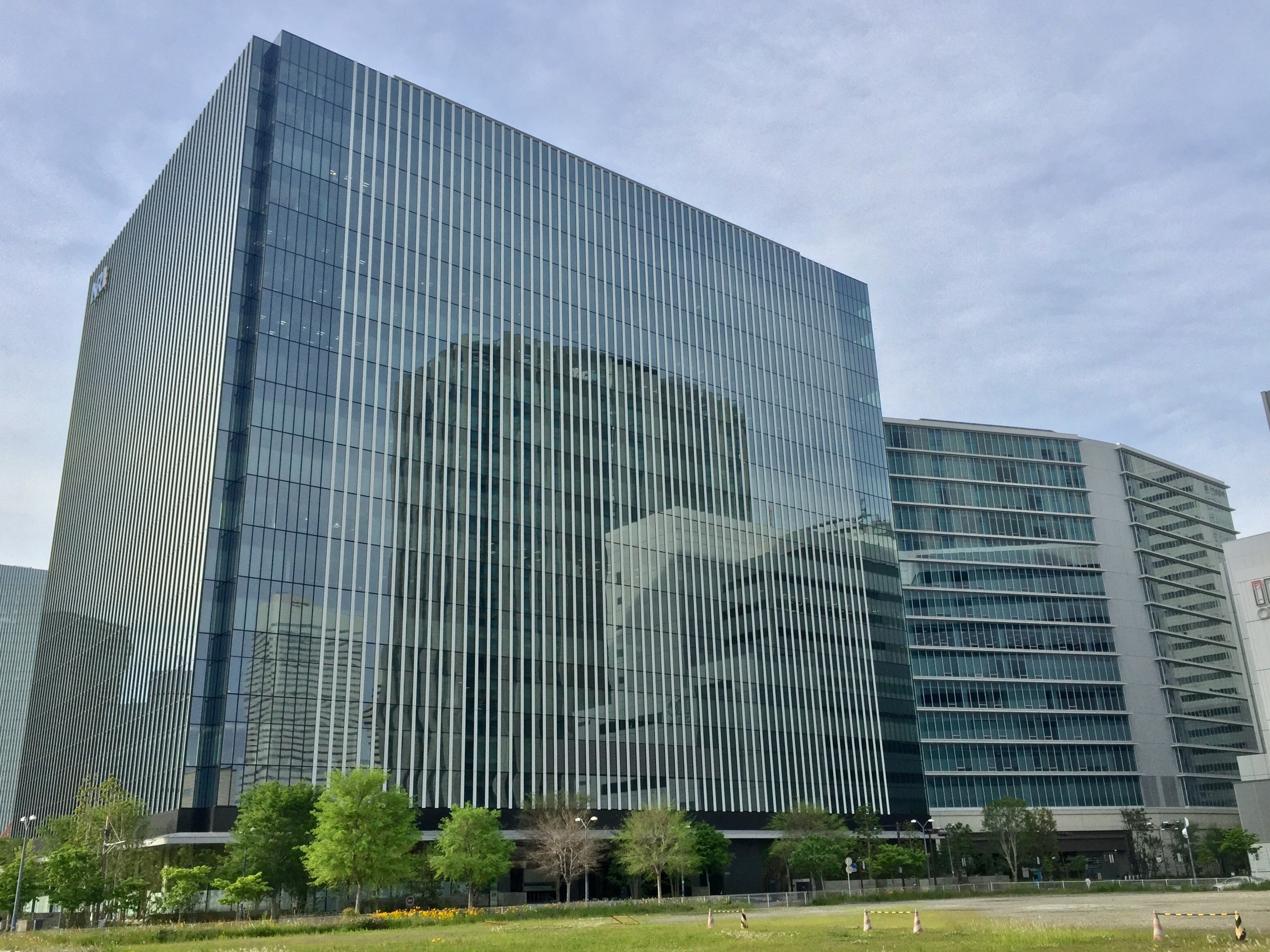
当ビルと横浜アイマークプレイス （南東側より2017年5月撮影）
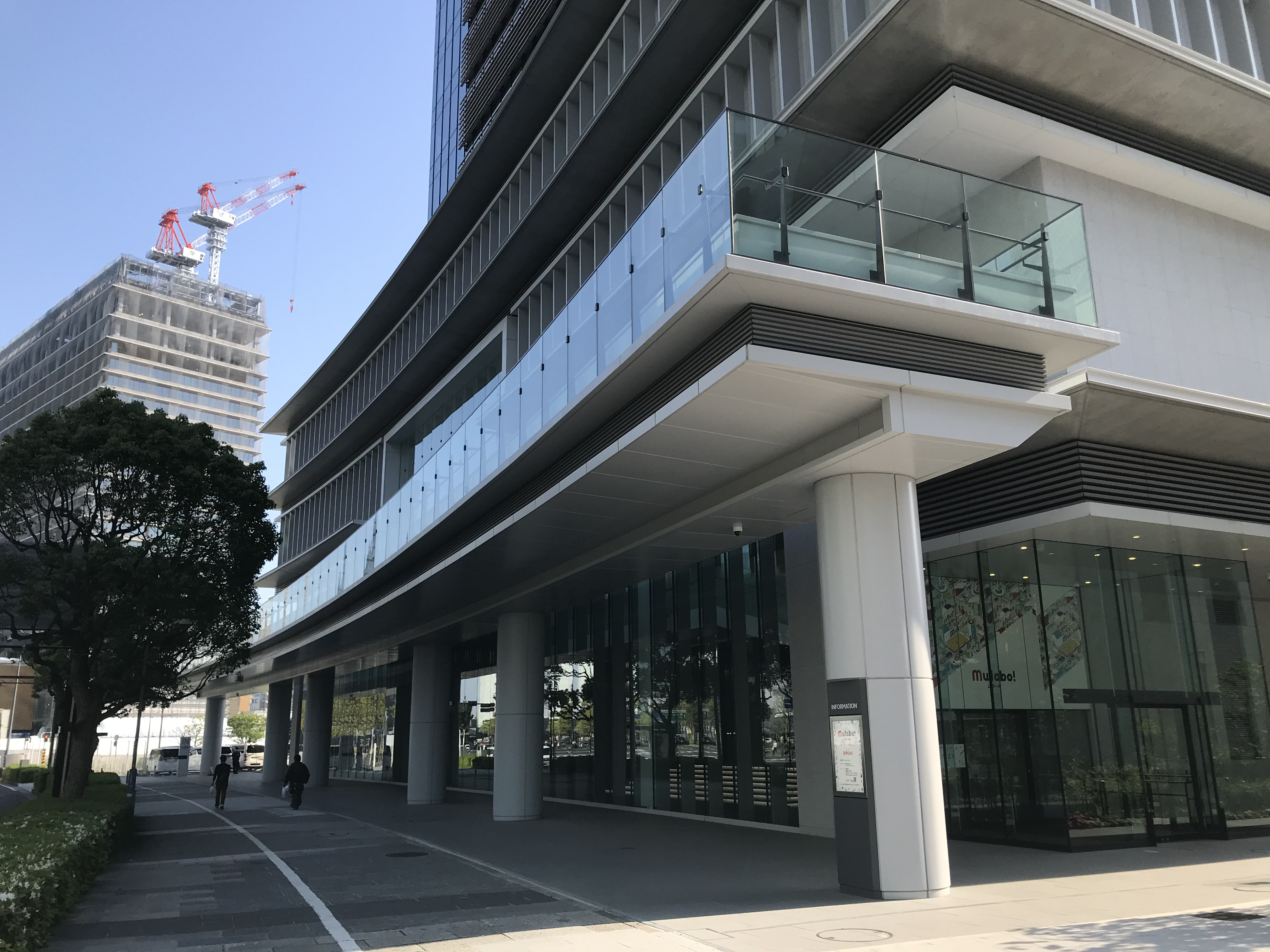
先行整備された村田製作所みなとみらいイノベーションセンターの2階デッキ（2021年4月撮影）